# Naturschutzgebiet Am Schlehen

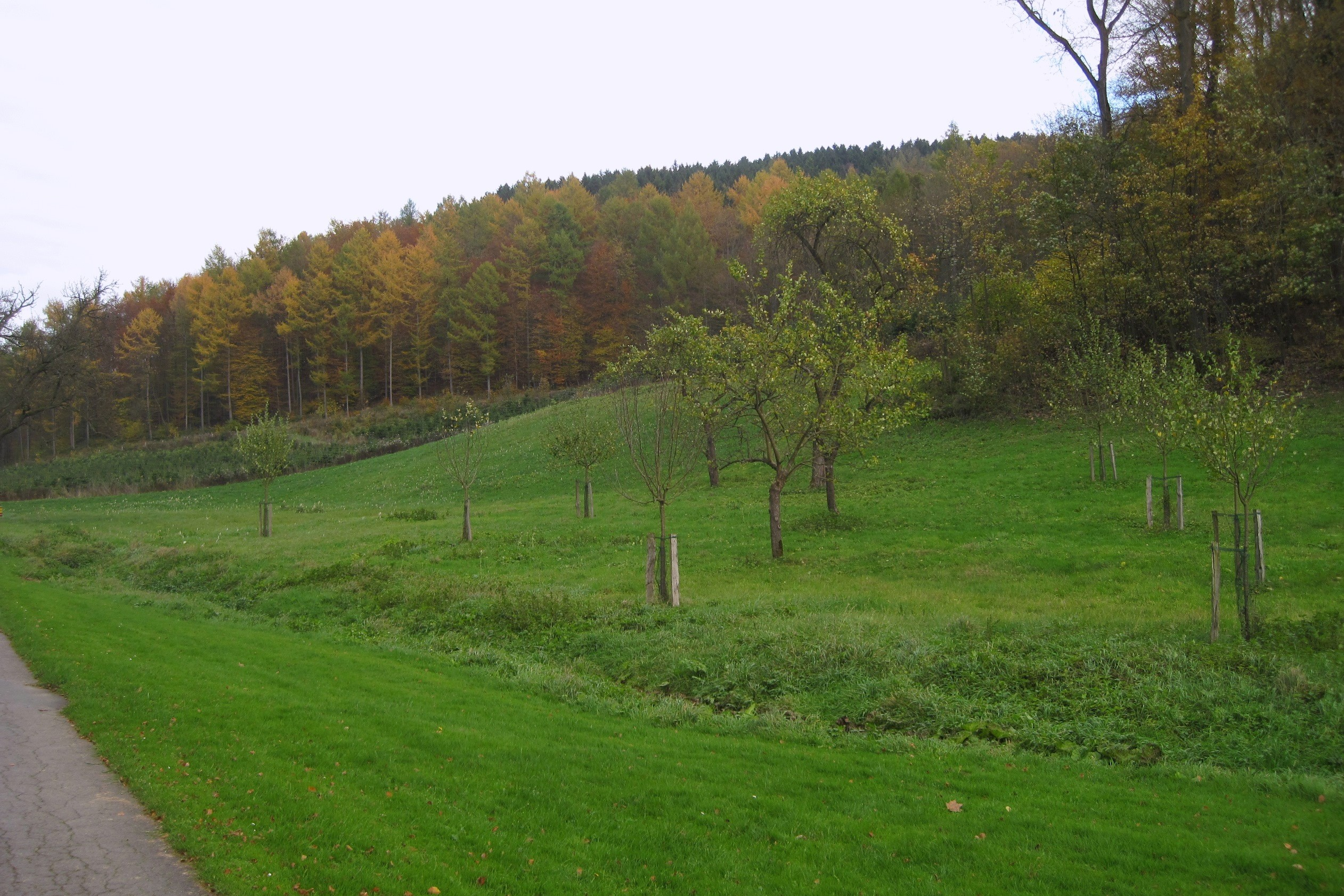
Naturschutzgebiet Am Schlehen (November 2014)

Das Naturschutzgebiet Am Schlehen ist ein 1,9 ha großes Naturschutzgebiet (NSG) östlich von Schloss Brüninghausen im Stadtgebiet von Plettenberg im Märkischen Kreis in Nordrhein-Westfalen. Das NSG wurde 1937 per Verordnung erstmals als NSG ausgewiesen. Das NSG wurde 1985 vom Kreistag des Märkischen Kreises mit dem Landschaftsplan Nr. 1 (Plettenberg-Herscheid-Neuenrade) erneut ausgewiesen. Der Name war Naturschutzgebiet Märzenbechergebiet „Am Schlehen“ bei „Haus Brünninghausen“, Stadt Plettenberg. Mit der 2. Änderung des Landschaftsplanes Nr. 1 (Plettenberg-Herscheid-Neuenrade) wurde das NSG 2012 erneut ausgewiesen und in Naturschutzgebiet Am Schlehen umbenannt. Das NSG grenzt im Nordosten direkt an das Gelände von Schloss Brüninghausen.

## Gebietsbeschreibung
Bei dem NSG handelt es sich um einen Waldmeister-Rotbuchenwald mit Märzenbechervorkommen.

## Schutzzweck
Das Naturschutzgebiet wurde zur Erhaltung und Entwicklung eines Laubwaldes mit Märzenbechervorkommen und als Lebensraum seltener und gefährdeter Tier- und Pflanzenarten ausgewiesen. Wie bei anderen Naturschutzgebieten in Deutschland wurde in der Schutzausweisung darauf hingewiesen, dass das Gebiet „wegen der landschaftlichen Schönheit und Einzigartigkeit“ zum Naturschutzgebiet wurde.
Unter Besondere Verbote wurde im Landschaftsplan aufgeführt „die bodenständigen Waldbereiche forstlich zu nutzen; ausgenommen bleibt die einzelstammweise Nutzung nach Maßgabe der Unteren Landschaftsbehörde“.